# Decision Review System
Das Decision Review System oder auch Umpire Decision Review System (abgekürzt als DRS oder UDRS) ist ein technologiebasiertes System, das in der Sportart Cricket angewendet wird. Es dient der Entscheidungsfindung der Schiedsrichter bzw. der Überprüfung ihrer Entscheidungen nach Einspruch durch eine der Mannschaften.

## Geschichte
Zunächst wurde das System ausschließlich im Test Cricket eingesetzt, um strittige Entscheidungen der Schiedsrichter auf dem Feld im Fall eines Dismissals (Ausscheiden) eines Batsman (Schlagmann) zu überprüfen. Erstmals offiziell wurde das Review System vom International Cricket Council im November 2009 im Test-Match zwischen Neuseeland und Pakistan in Dunedin verwendet. Im One-Day Format wurde es erstmals im Januar 2011 während der Tour Englands in Australien angewandt. Im Juni 2011 macht der ICC das DRS obligatorisch für alle internationalen Spiele außer Twenty20-Internationals. Diese Praxis wurde jedoch später wieder aufgehoben. So müssen beide beteiligten Teams einer Spielserie sich derzeit auf dessen Einsatz vor Beginn der Serie einigen. Jedoch wird das System bei offiziellen ICC-Wettbewerben weiter eingesetzt und die Weiterentwicklung durch den ICC unterstützt. Versuche des ICC, das System für alle Spiele wieder obligatorisch zu machen, scheiterten vornehmlich an Indien. Im Oktober 2012 wurden die Einsatzregeln seitens des ICC modifiziert.

## Bestandteile
Grundsätzlich besteht das DRS, abgesehen vom Videobeweis, aus drei Komponenten, wobei das Snickometer anfangs nicht im Entscheidungsprozess berücksichtigt wurde:
- Hawk-Eye und Virtual Eye, zwei konkurrierende Systeme, sind Technologien zur Ballverfolgung, welche die Flugbahn des gebowlten Balles aufzeigen, die durch den Einfluss des Batsman unterbrochen wurde. Damit kann festgestellt werden, ob der Ball das Wicket getroffen hätte, wenn er nicht durch den Beinschutz des Batsman in seiner Flugbahn aufgehalten worden wäre. Dies würde dann zu einer leg before wicket (lbw) Entscheidung führen und der Batsman damit ausscheiden.
- Hot Spot ist ein Bildsystem, das im infraroten Spektralbereich arbeitet. Es zeigt an, ob der Ball überhaupt Kontakt mit dem Schläger oder dem Beinschutz des Batsman hatte. Dies ist sowohl für LBW- als auch für Caught-Entscheidungen relevant.
- Snickometer basiert auf gerichteten Mikrophonen, die Geräusche detektieren, um zu bestimmen, ob der Ball Kontakt mit dem Schläger oder dem Beinschutz des Batsman hatte. Mit Einführung des sogenannten „Real-Time Snicko“, das erstmals eine Verarbeitung der Daten beinahe in Echtzeit ermöglicht, wurde auch diese Technik in das DRS übernommen.[8]

## Einsatz
Jede Mannschaft hat in jedem Innings das Recht, solange Schiedsrichter-Entscheidungen bezüglich des Ausscheidens eines Batsman überprüfen zu lassen, bis sie zwei erfolglose Einsprüche hatte (in One-Day-Internationals nur ein erfolgloser Einspruch pro Innings). Dabei können die Mannschaften nur Entscheidungen zu ihren Ungunsten anfechten, die Feldmannschaft also bei „Not Out“, die Schlagmannschaft bei „Out“. Der Kapitän der Feldmannschaft bzw. der Batsman, der aus dem Spiel gehen soll, signalisiert dies, indem er mit seinen Armen ein „T“ bildet. Dazu haben sie jeweils 15 Sekunden Zeit und können sich so kurz mit der Mannschaft bzw. dem anderen Batsman beraten. Sind die Schiedsrichter aber der Ansicht, dass der Einspruch durch Einfluss von außerhalb des Spielfeldes initiiert wurde, dürfen sie diesem nicht stattgeben. Sobald die Überprüfung beantragt und vom Schiedsrichter bestätigt wurde, untersucht der dritte Schiedsrichter (Third Umpire) in einem speziell eingerichteten Raum die Spielsituation und tritt dabei auch in Sprechkontakt mit dem jeweiligen Schiedsrichter auf dem Feld.
Unter bestimmten Umständen können die Feldschiedsrichter auch selbst den dritten Schiedsrichter einschalten (sog. Umpire Review), insbesondere bei Run Outs und Stumpings, den sogenannten line decisions. Aber auch bei Hit Wicket, Obstructing the Field und im Falle eines Catches zu bestimmten Aspekten dieser Regel. Bei Boundarys kann zusätzlich zum Feldschiedsrichter die Initiative auch vom dritten Schiedsrichter selbst ausgehen. Ebenfalls in den Fällen, in denen der Batsman durch einen No-Ball-Fehler des Bowlers vor dem Ausscheiden „gerettet“ wird. 
Die Einbeziehung des Third Umpire in line decisions mit Hilfe des Videobeweises existiert schon seit 1992, als Sachin Tendulkar der erste Batsman wurde, der durch eine Run-Out-Entscheidung des dritten Schiedsrichters das Spielfeld verlassen musste. Diese Umpire Reviews kommen heute bei allen betreffenden internationalen Spielen zum Einsatz, auch wenn sich die Mannschaften nicht auf den Einsatz des DRS verständigen können. Diese laufen dann unter der Bezeichnung Third Umpire TV Replay System, da hier nur der Videobeweis verwendet wird.
Überprüfungen durch die Teams (sog. Player Review) können aber jede Art von Dismissal betreffen (außer Timed Out), aber auch nur diese. Beispielsweise ob der Fang eines Balles korrekt war, oder ob ein Leg Before Wicket stattgefunden hat. Dazu benachrichtigt der dritte Schiedsrichter die Feldschiedsrichter, ob seine Analyse die erste Entscheidung stützt, widerspricht oder er keine Entscheidung treffen kann. Die finale Entscheidung liegt dann beim Feldschiedsrichter: entweder er zeigt das Signal der ersten Entscheidung noch einmal an oder signalisiert, dass er die Entscheidung zurückzieht und zeigt mit seinen Armen die korrigierte Entscheidung an. Jedes Team kann solange Überprüfungen von Entscheidungen beantragen, solange sie ihre maximale Anzahl von nicht erfolgreichen Überprüfungen erreicht hat. Unter den Regeln des DRS werden nur eindeutig inkorrekte Entscheidungen widerrufen. Sollte der dritte Schiedsrichter dieses nicht feststellen oder es nicht entscheiden können, bleibt es bei der ersten Entscheidung durch den Feldschiedsrichter.